# Wompoejufferduif
De wompoejufferduif (Ptilinopus magnificus) is een duif uit het geslacht Ptilinopus.

## Kenmerken
Het kleurrijke verenkleed is overwegend geel en groen met een dieppaarse borst en bovenbuik. De kop en hals zijn grijs- of groenachtig. Het verenkleed is bij beide geslachten gelijk. De lichaamslengte bedraagt 29 tot 55 cm en het gewicht 250 tot 500 gram.

## Leefwijze
Hun voedsel bestaat voornamelijk uit vruchten, vooral vijgen. Het is vooral een bewoner van de randen van het regenwoud. Bezoekt soms ook wel cultuurlandschappen met veel fruitdragende bomen en kleine bosjes. Het zijn echte boombewoners die zelden op de grond komen, meestal alleen om wat te drinken of om zich te baden. Ze voeden zich in hoofdzaak met de vruchten die het regenwoud voortbrengt. De belangrijkste voedselbronnen  van deze duiven behoren tot de families van de vijgachtige, de laurierachtige en de palmachtige bomen.

## Voortplanting
Het broedseizoen begint gewoonlijk in het midden van het droge seizoen en eindigt in het begin van het regenseizoen. Als nestplaats wordt gekozen voor een horizontaal gevorkte tak of  blad van een palmboom op niet al te grote hoogte (gewoonlijk tussen 3 en 4 m), waarop door doffer en duivin een slordig, tamelijk groot, plat nest van stokjes, takjes en twijgjes wordt gebouwd. Het legsel bestaat uit slechts één wit ei. Beide duiven broeden, de doffer overdag de duivin ’s nachts. De broedduur is ongeveer 21 dagen. Doffer en duivin verzorgen samen de jongen; de nesttijd duurt ongeveer veertien dagen. Elk jaar wordt slechts één jong grootgebracht, maar als de eerste ronde om de een of andere reden mislukt, willen ze nog weleens opnieuw beginnen.

## Verspreiding en leefgebied
Deze soort komt voor in de regenwouden van Nieuw-Guinea en het noordoosten en oosten van Australië en telt vijf ondersoorten:
- P. m. puella: westelijk Papoea-Nieuw-Guinea en de Vogelkop (noordwestelijk Nieuw-Guinea).
- P. m. poliurus: zuidoostelijk Nieuw-Guinea.
- P. m. assimilis: Kaap York-schiereiland (noordoostelijk Australië).
- P. m. keri: noordoostelijk Queensland (noordoostelijk Australië).
- P. m. magnificus: zuidelijk Queensland en noordelijk New South Wales (oostelijk Australië).

Het is deels een trekvogel.